# Kátlovce
Kátlovce (deutsch Katlowitz oder älter Katlowetz, ungarisch Kátló – bis 1907 Kátlóc) ist eine Gemeinde im Westen der Slowakei mit 1128 Einwohnern (Stand 31. Dezember 2024). Sie gehört zum Okres Trnava, einem Teil des Trnavský kraj.

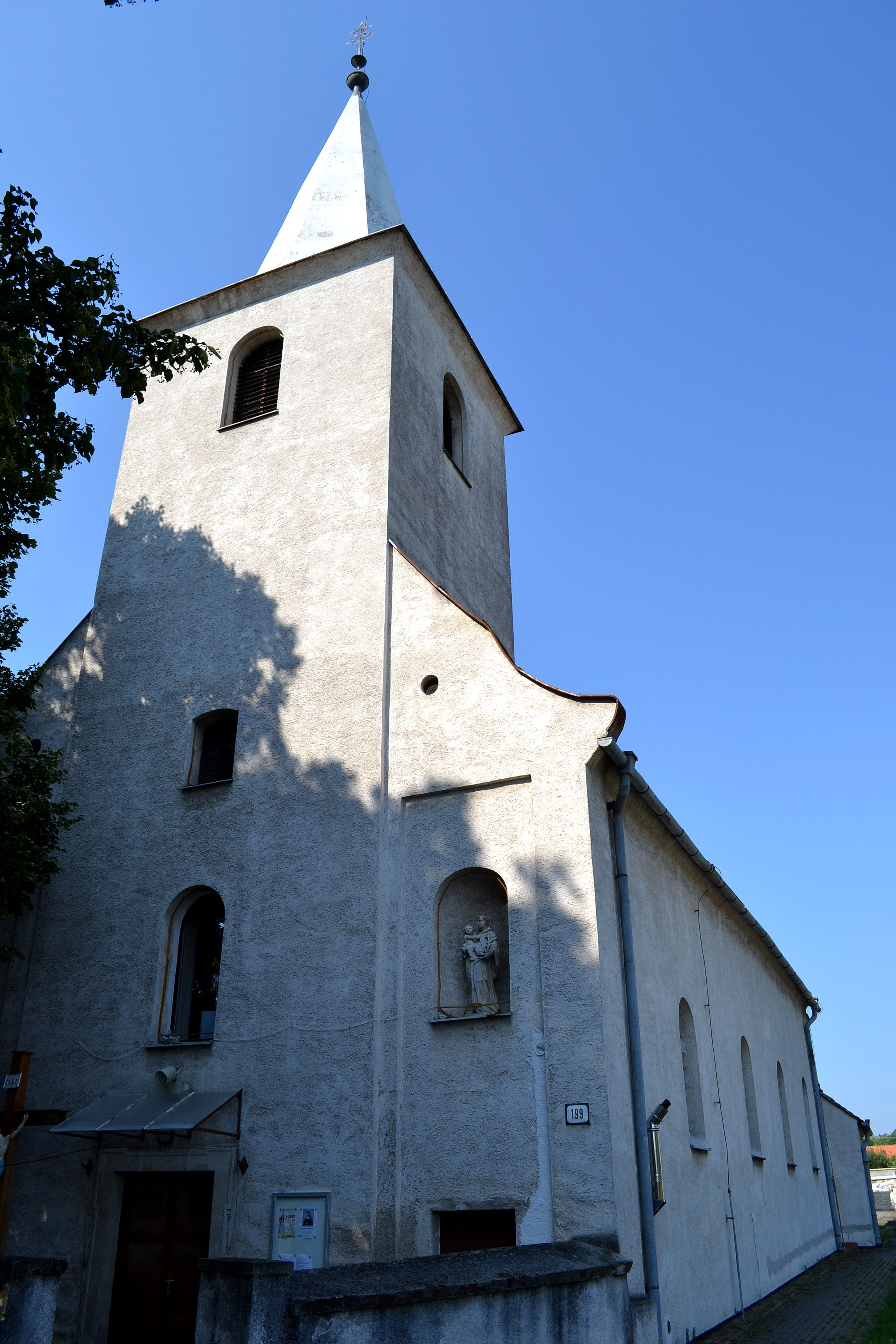
Kirche

## Geographie
Die Gemeinde befindet sich im Hügelland Trnavská pahorkatina, einem Teil des slowakischen Donautieflands am Flüsschen Blava. Das Gemeindegebiet ist leicht hügelig und landwirtschaftlich geprägt (Braun- und Auböden); bis auf kleine Waldflecken im Tal ist vom Wald nichts übrig geblieben. Das Ortszentrum liegt auf einer Höhe von 180 m n.m. und ist 19 Kilometer von Trnava entfernt.
Nachbargemeinden sind Dechtice im Norden, Chtelnica im Nordosten, Nižná im Osten, Radošovce im Südosten, Jaslovské Bohunice im Süden, Dolné Dubové im Südwesten und Horné Dubové im Westen.

## Geschichte
Das heutige Gemeindegebiet ist seit der Jungsteinzeit besiedelt: archäologisch nachgewiesen sind eine Siedlung der Bandkeramischen Kultur und eine Grabstätte der Lengyel-Kultur. In der Gemarkung Hradište bestand eine nicht näher untersuchte eisenzeitliche Burgstätte.
Der Ort wurde 1401 zum ersten Mal im Urbar der Burg Guttenstein (slowakisch Hrad Dobrá Voda) als Katlowicz schriftlich erwähnt. 1482 wurde das Dorf Besitz der Familie Pénzes, später wechselte der Besitz zwischen den Herrschaftsgütern von Smolenitz und Guttenstein. 1553 sind in einem Steuerverzeichnis 21 Porta verzeichnet. Während der osmanischen Besetzung von Ungarn wurde der Ort mehrmals geplündert und zerstört, am schwersten im Jahr 1663. Andererseits ließen sich viele Kroaten aus dem südlichen Königreich Ungarn im 16. Jahrhundert in Kátlovce und der Gegend nieder, und gleiches geschah mit den Habanern im 17. Jahrhundert. 1828 zählte man 106 Häuser und 757 Einwohner.
Bis 1918 gehörte der im Komitat Pressburg liegende Ort zum Königreich Ungarn und kam danach zur Tschechoslowakei beziehungsweise heute Slowakei.

## Bevölkerung
| Jahr                | 1994 | 2004    | 2014    | 2024    |
| ------------------- | ---- | ------- | ------- | ------- |
| Anzahl der Personen | 1048 | 1093    | 1170    | 1128    |
| Unterschied         |      | +4,29 % | +7,04 % | −3,58 % |

| Jahr                | 2023 | 2024    |
| ------------------- | ---- | ------- |
| Anzahl der Personen | 1140 | 1128    |
| Unterschied         |      | −1,05 % |

Nach der Volkszählung 2011 wohnten in Kátlovce 1145 Einwohner, davon 1117 Slowaken, 14 Roma, ein Tscheche und ein Einwohner einer anderen Ethnie. Zwölf Einwohner machten diesbezüglich keine Angabe. 1071 Einwohner bekannten sich zur römisch-katholischen Kirche, zwei Einwohner zur griechisch-katholischen Kirche und jeweils ein Einwohner zur altkatholischen Kirche, zur evangelischen Kirche A. B., zur kongregationalistischen Kirche sowie zur orthodoxen Kirche; vier Einwohner bekannten sich zu einer anderen Konfession. 26 Einwohner waren konfessionslos und bei 36 Einwohnern wurde die Konfession nicht ermittelt.

## Bauwerke
- römisch-katholische Kirche im spätbarocken Stil aus dem Jahr 1720

## Söhne und Töchter der Gemeinde
- Pavol Ušák Oliva (1914–1941), slowakischer Dichter der sogenannten katholischen Moderne